# Стежару (Олт)
Стежару (рум. Stejaru) насеље је у Румунији у округу Олт у општини Милков. Oпштина се налази на надморској висини од 126 m.

## Становништво
Према подацима из 2002. године у насељу је живело 68 становника, од којих су сви румунске националности.